# Ernst Hürlimann
Ernst Hürlimann, né le 19 octobre 1934 à Wädenswil, est un rameur suisse.

## Biographie

### Palmarès

#### Aviron aux Jeux olympiques
- 1960 à Rome,  Italie
  -  Médaille de bronze en deux de couple avec Rolf Larcher[1]